# Saint-Rémy-de-Sillé
Saint-Rémy-de-Sillé är en kommun i departementet Sarthe i regionen Pays de la Loire i nordvästra Frankrike. Kommunen ligger i kantonen Sillé-le-Guillaume som tillhör arrondissementet Mamers. År 2022 hade Saint-Rémy-de-Sillé 832 invånare.

## Befolkningsutveckling
Antalet invånare i kommunen Saint-Rémy-de-Sillé
| Referens: INSEE |